# .ls
.ls је највиши Интернет домен државних кодова (ccTLD) за Лесото.